# Веселова, Нина Леонидовна
Ни́на Леони́довна Весело́ва (18 января 1922, Петроград, РСФСР — 3 марта 1960, Ленинград, РСФСР, СССР) — советская художница, живописец, кандидат искусствоведения. Член Ленинградской организации Союза художников РСФСР (ЛОСХ). 
Блокадница.

## Биография
Родилась 6 января 1922 года в Петрограде. Отец Леонид Георгиевич Веселов (1883—1942) работал бухгалтером, мать Анастасия Ивановна (1892—?) занималась домашним хозяйством. В 1934 после участия в конкурсе юных дарований Веселова была принята в Среднюю художественную школу при Всероссийской Академии художеств, которую окончила в 1941 году. В том же 1941 году была принята на первый курс живописного факультета Ленинградского института живописи, скульптуры и архитектуры.
В годы войны и блокады Нина Веселова вместе с родителями оставалась в Ленинграде, работала на заводе, воспитателем детского сада, на лесозаготовках. В 1943—1944 годах занималась в возобновившем работу Таврическом художественном училище.
После возвращения 18 июля 1944 года из эвакуации ленинградского института живописи, скульптуры и архитектуры Веселова возобновляет учёбу на факультете живописи. Занималась у Бориса Фогеля, Леонида Овсянникова, Семёна Абугова, Генриха Павловского, Александра Зайцева. В 1946 вышла замуж за однокурсника Александра Пушнина.
В 1950 окончила институт по мастерской Бориса Иогансона с присвоением квалификации художника живописи. Дипломная работа — картина «Поздравление учителя с наградой» (в более поздних источниках встречается иное название: «Награждённый учитель»), показанная в том же году на Всесоюзной художественной выставке в Москве.
После окончания института в 1950—1954 годах Веселова занималась в аспирантуре при творческой мастерской народного художника СССР профессора Александра Герасимова. Кандидат искусствоведения (1954, картина «Идёт экзамен»). В 1950 году была принята в члены Ленинградского Союза художников.
Впервые Веселова участвовала в выставке в 1939 году. С 1950 года она постоянная участница городских, республиканских и всесоюзных выставок, экспонирует свои работы вместе с произведениями ведущих мастеров изобразительного искусства Ленинграда. Писала портреты, жанровые и тематические композиции, пейзажи, натюрморты. Талантливая портретистка и рисовальщица. Тяготела к жанру портрета-картины с развитой сюжетной основой. Живописную манеру отличает мягкая пластика рисунка, сдержанный декоративно-плоскостный колорит, изысканность тональных отношений. Среди произведений, созданных Веселовой за неполные десять лет короткой творческой жизни, картины «В гидротурбинном цехе завода имени И. В. Сталина» (позднее встречается название: «Сбор турбины для Цимлянской ГЭС») (в соавторстве, 1951), «Штрафной назначен» (1952), «Портрет участника революции 1905 года П. П. Александрова» (1955), «Перед третьим гудком», «Портрет лучшей доярки колхоза Гвардеец Е. В. Русовой», «Сирень. Натюрморт» (все 1957), «Цветы. Натюрморт» (1958), «Портрет председателя колхоза „Гвардеец“ М. Г. Долгова», «Шофёрская весна», «Красные и белые цветы. Натюрморт», «За кем правда? 1917 год», «Астры» (все 1959), «Праздник в Вороново (Чувашия)» (1960) и другие.
Скончалась 3 марта 1960 года в Ленинграде на 39-м году жизни.
Произведения Н. Л. Веселовой находятся в Государственном Русском музее, Государственной Третьяковской галерее, в музеях и частных собраниях в России, Японии, США, Франции, КНР, Германии, Италии и других странах.

## Выставки
- 1950 год (Москва): Художественная выставка 1950 года.
- 1951 год (Ленинград): Выставка произведений ленинградских художников.
- 1957 год (Ленинград): 1917 - 1957. Выставка произведений ленинградских художников.
- 1957 год (Ленинград): 1917 - 1957. Выставка произведений ленинградских художников.
- 1957 год (Москва): Всесоюзная художественная выставка, посвящённая 40-летию Великой Октябрьской социалистической революции.
- 1958 год (Москва): Всесоюзная художественная выставка "40 лет ВЛКСМ"".
- 1960 год (Ленинград): Выставка произведений художников – женщин Ленинграда в ознаменование 50-летия Международного женского дня 8 Марта , с участием Евгении Антиповой, Таисии Афониной, Евгении Байковой, Ирины Балдиной, Златы Бызовой, Нины Веселовой, Елены Гороховой, Марии Зубреевой, Марина Козловской, Татьяны Копниной, Майи Копытцевой, Елены Костенко, Валерии Лариной, Марии Рудницкой, Елены Скуинь, Надежды Штейнмиллер и других.
- 1960 год (Ленинград): Выставка произведений ленинградских художников.
- 1960 год (Москва): Советская Россия. Республиканская художественная выставка.
- 1976 год (Москва): Изобразительное искусство Ленинграда.
- 1997 года (Санкт-Петербург): Натюрморт в живописи 1950-1990 годов. Ленинградская школа.